# 石咀镇 (桂平市)
石咀镇，是中华人民共和国广西壮族自治区贵港市桂平市下辖的一个乡镇级行政单位。

## 行政区划
石咀镇下辖以下地区：
石咀社区、榄沙村、小汶村、平治村、治安村、平安村、旺龙村、必岭村、河口村、水口村、罗洪村和新平村。